# Estación Aumale
Aumale es una estación en el metro de Bruselas, servida por el ramal oeste de la línea 5. Esta sucursal formaba parte de la línea 1B hasta abril de 2009. Se inauguró el 6 de octubre de 1982 y se encuentra en el municipio de Anderlecht. Toma su nombre de la cercana Rue d'Aumale, y ésta del duque Carlos I de Aumale, que fue exiliado a Bruselas (donde terminó su vida) por el rey Enrique IV de Francia. Poseía un castillo de recreo en este lugar, cuyos últimos vestigios fueron arrasados a finales del siglo XIX.
- Datos: Q782118
- Multimedia: Aumale metro station / Q782118